# Erik Verberckt

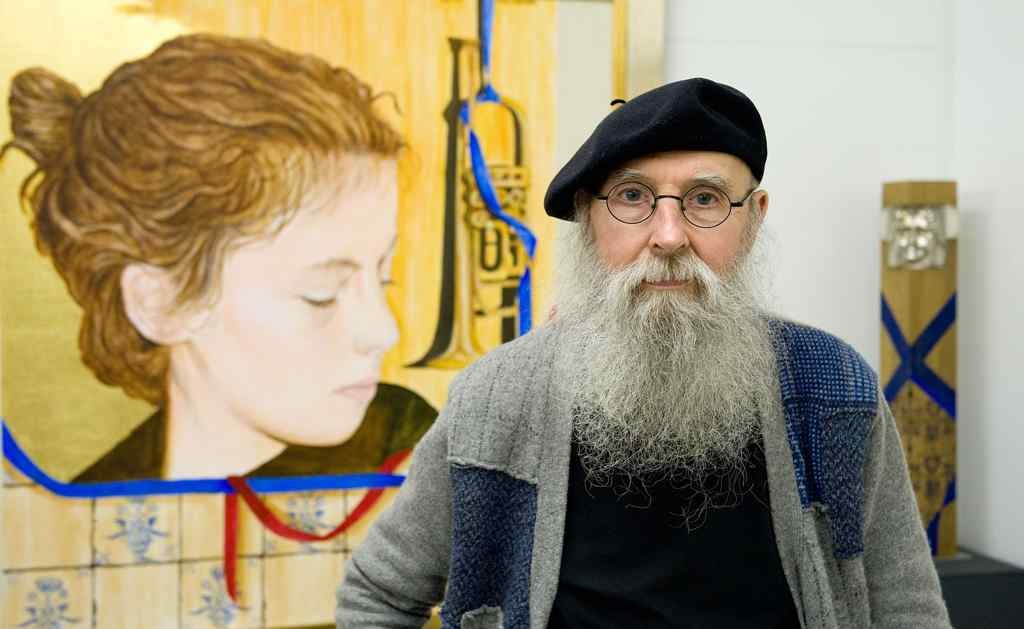
Erik Verberckt

Erik Verberckt (Brugge, 21 mei 1935 – Roeselare, 27 mei 2014) was een Vlaams-Belgisch kunstschilder, tekenaar, etser, beeldhouwer en sieraadontwerper. 

## Biografie
Erik Verberckt was de oudste zoon van Louis Verberckt en Walburga Van Steenlandt. Als kind heeft hij de oorlogsjaren (1940 -1945) heel intens meegemaakt. Hij was net als zijn vader verbonden aan de Gas-en elektriciteitsmaatschappij. Ondanks zijn technische vorming had hij al op jonge leeftijd een uitgesproken voorkeur voor de plastische kunsten. Tekenen en schilderen waren zijn grote passie. Hij was autodidact met grote bewondering voor de grote meesters zoals Picasso, Michelangelo, Rubens en Rembrandt. Hij vertelde zelf dat hij altijd heeft getekend, zolang hij zich kon herinneren.
Erik Verberckt trouwde met Rosika Heydens, een Belgisch kampioene atletiek die gespecialiseerd was in sprint en hordelopen. Hij was haar trainer en coach. Ook zijn moeder was een gedreven loopster, gespecialiseerd in lange afstand (1000 m) in de jaren 1923 en 1924.

## Werk
Zijn eerste werken dateren van 1955. Vanaf 1965 begon zijn abstract constructivistische periode, beïnvloed door de heersende trend. Hij maakte fel in kleur contrasterende abstracte werken en zijn beelden waren metaalconstructies in koper en brons. Omstreeks 1971 begon hij met een totaal nieuwe stijl, waarbij hij wild en spontaan omsprong met verf en kleuren. Door het gebruik van acrylverf bereikte hij een intense lichtwerking.
Begin van de jaren 1980 begon hij met iets totaal anders. Zijn nieuwe tekeningen en schilderijen waren realistische portretten, naakten en stillevens. Hij gaf zijn onderwerp, zoals  gereedschap, sloepen en botters, in het kleinste detail weer. Vanaf 1984 kopieerde hij zo nauwkeurig mogelijk fragmenten van meesterwerken van bijvoorbeeld Michelangelo of Rembrandt en voegde daar zijn eigen ideeën aan toe. Hij werkte met een combinatie van potlood en verf, af en toe ook met al dan niet gewassen sepia. Zijn composities van landschappen met figuren, ruïnes en gesluierde vrouwen zijn constructief opgebouwd, een touw of lint gebruikte hij als verbindingselement met een verwijzing naar het oneindige. Ook de figuur van Christus liet hem niet los, met als resultaat onder andere  zijn "triptiek met beelden van Christus".
De jaren negentig waren voor hem de periode van het magisch realisme. Hij maakte taferelen en composities, meestal in pastel of acrylverf, met de nadruk op snaarinstrumenten. Niet veel later kwamen ook de Delfts blauwe tegeltjes en de klimopplant in zijn werk voor.
Niet alleen in eigen land wordt zijn werk gewaardeerd, ook in Nederland, Groot-Brittannië en Canada vind je zijn werk terug. 

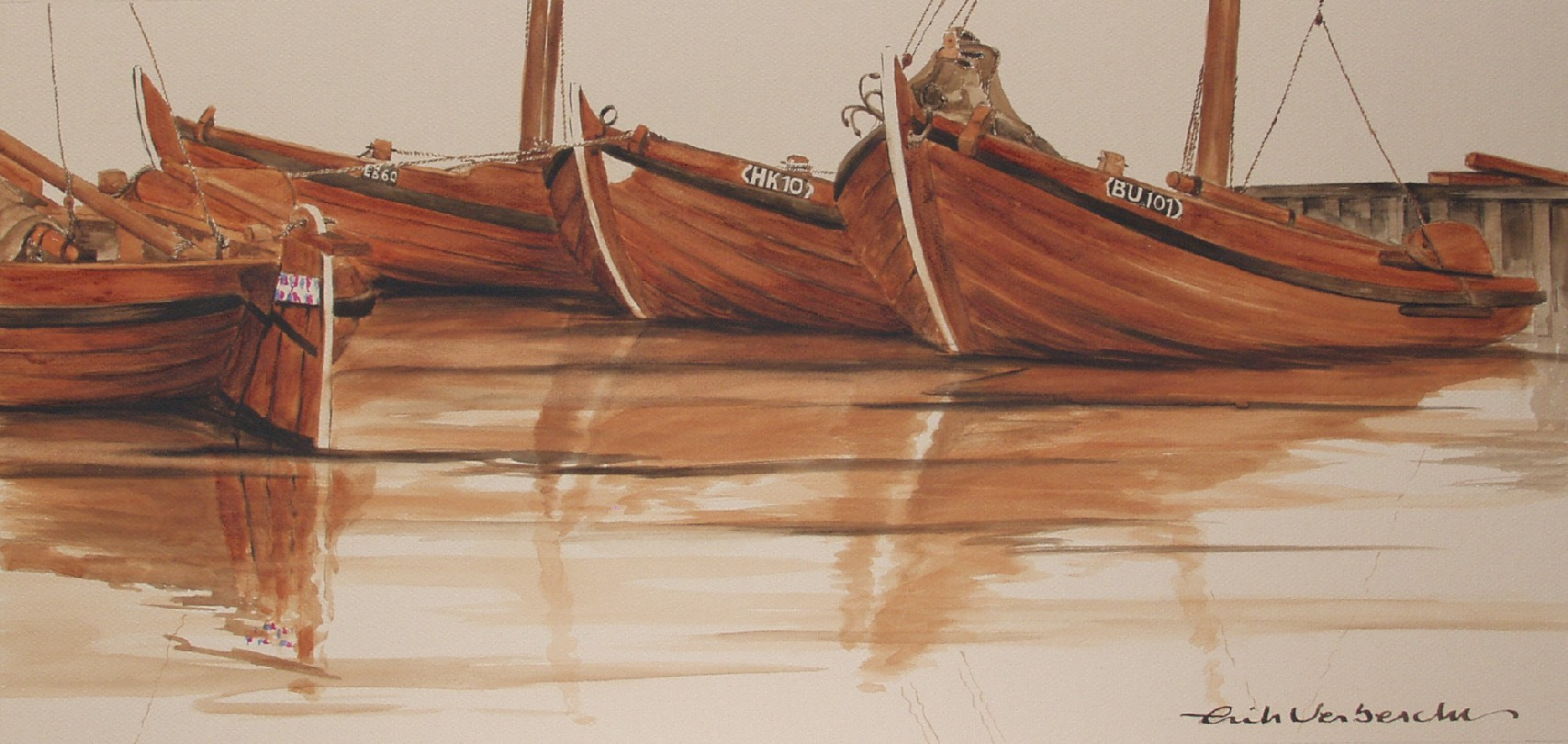
Botters
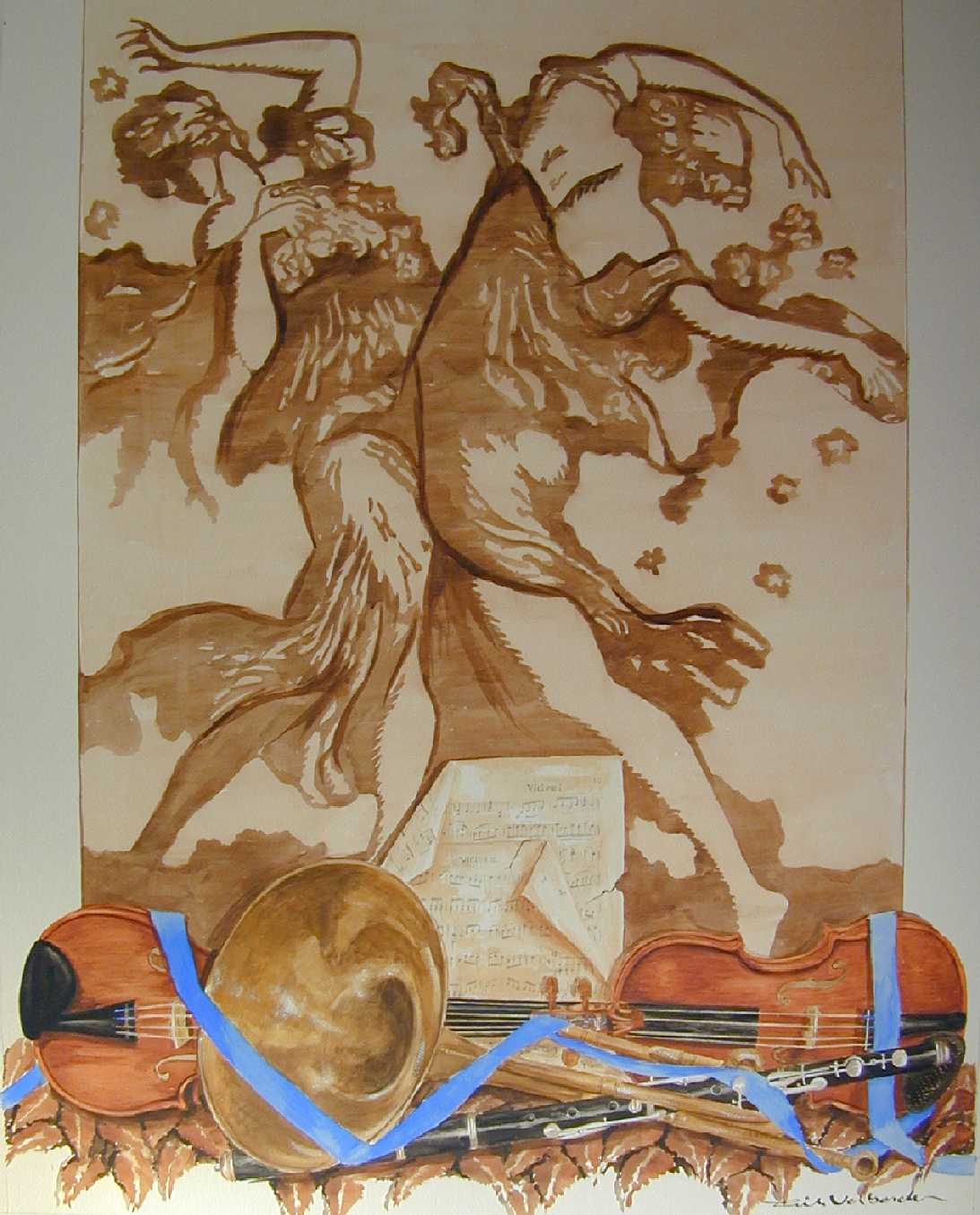
Nostalgie
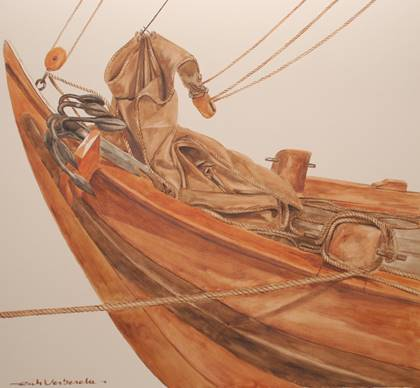
Boeg
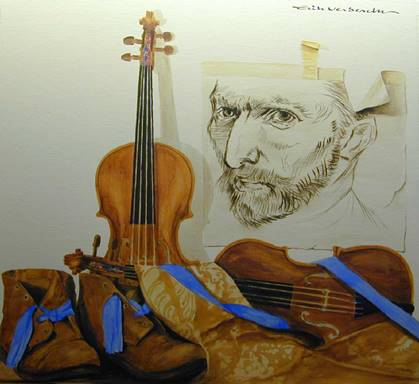
Hulde aan van Gogh

## Tentoonstellingen
- In het stadhuis van Roeselare nam hij in maart 1969 voor het eerst deel aan een groepstentoonstelling voor Roeselaarse kunstenaars, De Nieuwe Vijf genaamd.
- Verder exposeerde hij tot 2014 in Roeselare, Houthulst, Oostende, Brugge, Ieper, Waregem, Kortrijk, Vlissingen , Gent, Oostkamp, Oudenaarde, Koksijde, Zierikzee, Menen, Jabbeke, Brussel, Stavele, Nieuwpoort en Knokke-Het Zoute.
- In 2013 liep een overzichtstentoonstelling met zijn werk in het Palethof in Roeselare.[2]

## Prijzen
- Geselecteerd voor de Provinciale prijs van West-Vlaanderen in 1972, 1974, 1976 en 1978
- 1995: Werk aangekocht door Stad Roeselare: "Hulde aan Roeselare"
- 1998: Portret schepen J. Vanoverberghe in opdracht van Stad Roeselare
- 1999: Ereteken voor cultuurverdienste van Stad Roeselare
- 2005: Beeld voor Burgemeester Daniël Denys in opdracht van de sportraad Roeselare
- 2008: Werken aangekocht door SG Private Banking